# کارن هانتز ساسمن
کارن هانتز ساسمن (انگلیسی: Karen Hantze Susman؛ زاده ۱۱ دسامبر ۱۹۴۲) در سن دیگو، کالیفورنیا (به انگلیسی: San Diego, California) یک تنیس‌باز زن بازنشنسته اهل ایالات متحده آمریکا است. ساسمن در ۱۹۶۲ برنده مسابقات جام بزرگ یک‌نفره بانوان ویمبلدون (به انگلیسی: Wimbledon) شد. او در آن مسابقه ورا پوزیووا ساکووا (به انگلیسی: Vera Puzejova Sukova) را در بازی نهایی با نتیجه ۶–۴، ۶–۴ شکست داد. وی نتوانست از عنوان قهرمانی خود در سال بعدی دفاع کند. او همچنین در سال ۱۹۶۰ برنده جام بزرگ ویمبلدون در مقطع نوجوانان شده بود.